# Фассер, Эккехард
Эккехард Фассер (нем. Ekkehard Fasser, 3 сентября 1952, Гларус — 9 апреля 2021) — швейцарский бобслеист, пилот, выступавший за сборную Швейцарии в 1980-х годах. Участник двух зимних Олимпийских игр, золотой медалист Калгари, чемпион Европы и мира, двукратный обладатель Кубка мира.

## Биография
Эккехард Фассер родился 3 сентября 1952 года в кантоне Гларус. С юных лет увлёкся спортом, пошёл в лёгкую атлетику и в 1970-е годы на профессиональном уровне занимался прыжками в высоту (1,98 м), в длину (6,94 m) и толканием ядра (7 ¼ килограмма; 14,52 м). Выступать в бобслее начал в 1978 году, попал в команду пилота Ральфа Пихлера и сразу показал неплохие результаты, выиграв серебро на юношеском чемпионате мира в немецком Винтерберге. Вследствие такого успеха благополучно отобрался во взрослую сборную Швейцарии, с которой тут же одержал победу на чемпионате мира 1983 года в американском Лейк-Плэсиде, кроме того, занял первое среди четвёрок место на европейском первенстве.
Благодаря череде удачных выступлений в 1984 году был приглашён защищать честь страны на Олимпийские игры в Сараево, где в составе четырёхместного экипажа занял четвёртое место. В сезоне 1985/86 занял первое место в общем зачёте Кубка мира, как в программе двоек, так и четвёрок. В 1988 году ездил на Олимпийские игры в Калгари и вместе с командой из четырёх человек, куда также вошли разгоняющие Курт Майер, Марсель Фесслер и Вернер Штокер, завоевал золотую награду. В силу возраста и высокой конкуренции в команде вскоре Эккехард Фассер принял решение завершить карьеру профессионального спортсмена, уступив место молодым швейцарским бобслеистам.